# Correo-Inseln
Die Correo-Inseln (spanisch Islotes Correo) sind eine Inselgruppe vor der Graham-Küste des Grahamlands auf der Antarktischen Halbinsel. Sie liegt auf der Nordwestseite der Bigo Bay. Zu ihr gehören Lizard Island, Baurene Island und Komuniga Island.
Argentinische Wissenschaftler nahmen die Benennung vor. Der weitere Benennungshintergrund ist nicht überliefert.